# Roberto Merola
Roberto Marcelo Merola (11 aprile 1971) è un ex giocatore di calcio a 5 uruguaiano.

## Carriera
Con la nazionale maschile di calcio a 5 dell'Uruguay, Merola ha disputato il FIFA Futsal World Championship 2000 in cui la selezione sudamericana, qualificata come terza della zona CONMEBOL, è stata eliminata nel girone del primo turno comprendente Paesi Bassi, Egitto e Thailandia.